# Amazonas-Stachelratten
Die Amazonas-Stachelratten (Mesomys) sind eine Gattung von Nagetieren in der Familie Stachelratten (Echimyidae). Es gibt vier Arten, die im nördlichen Südamerika vorkommen.

## Merkmale
Die Vertreter der Gattung erreichen eine Kopf-Rumpf-Länge von 150 bis 200 mm sowie eine Schwanzlänge von 113 bis 220 mm. Sie wiegen 130 bis 220 g. Wie bei der Lanzenratte (Hoplomys gymnurus) befinden sich im Fell der Oberseite viele Stacheln. Diese sind hell-dunkelbraun gebändert, womit ein fleckiges Erscheinungsbild entsteht. Das weiche Fell der Unterseite kann hellbraun, orange oder weiß sein. Am Ende des kräftigen Schwanzes befindet sich eine Quaste. Weitere Kennzeichen sind kleine abgerundete Ohren und scharfe gebogene Krallen.

## Arten und Verbreitung
Mammal Species of the World (2005) und Weltnaturschutzunion (IUCN) unterscheiden folgende Arten:
- Amazonas-Stachelratte oder Ferreira-Stachelratte (Mesomys hispidus), Amazonasbecken mit Randgebieten.
- Langhaar-Amazonas-Stachelratte (Mesomys leniceps), Nord-Peru.
- Büschelschwanz-Amazonas-Stachelratte (Mesomys occultus), Nordwest-Brasilien.
- Pará-Amazonas-Stachelratte (Mesomys stimulax), Nordost-Brasilien.

Zwei Arten wurden 1993 in die Gattung Makalata überführt. Es wird eine taxonomische Revision der Gattung angemahnt.

## Lebensweise
Diese Stachelratten leben hauptsächlich in Wäldern im Flachland sowie in tieferen Bereichen der Anden. Sie sind nachtaktiv und klettern vorwiegend auf Bäumen und im Unterholz. Als Ruheplatz dienen Baumhöhlen, verknotete Schlingpflanzen oder Hausdächer. Ein Wurf besteht meist aus einem Jungtier, selten bis zu drei. Die Arten fressen verschiedene Pflanzenteile, wobei Blätter vermutlich eine geringe Rolle spielen.